# Eanatum

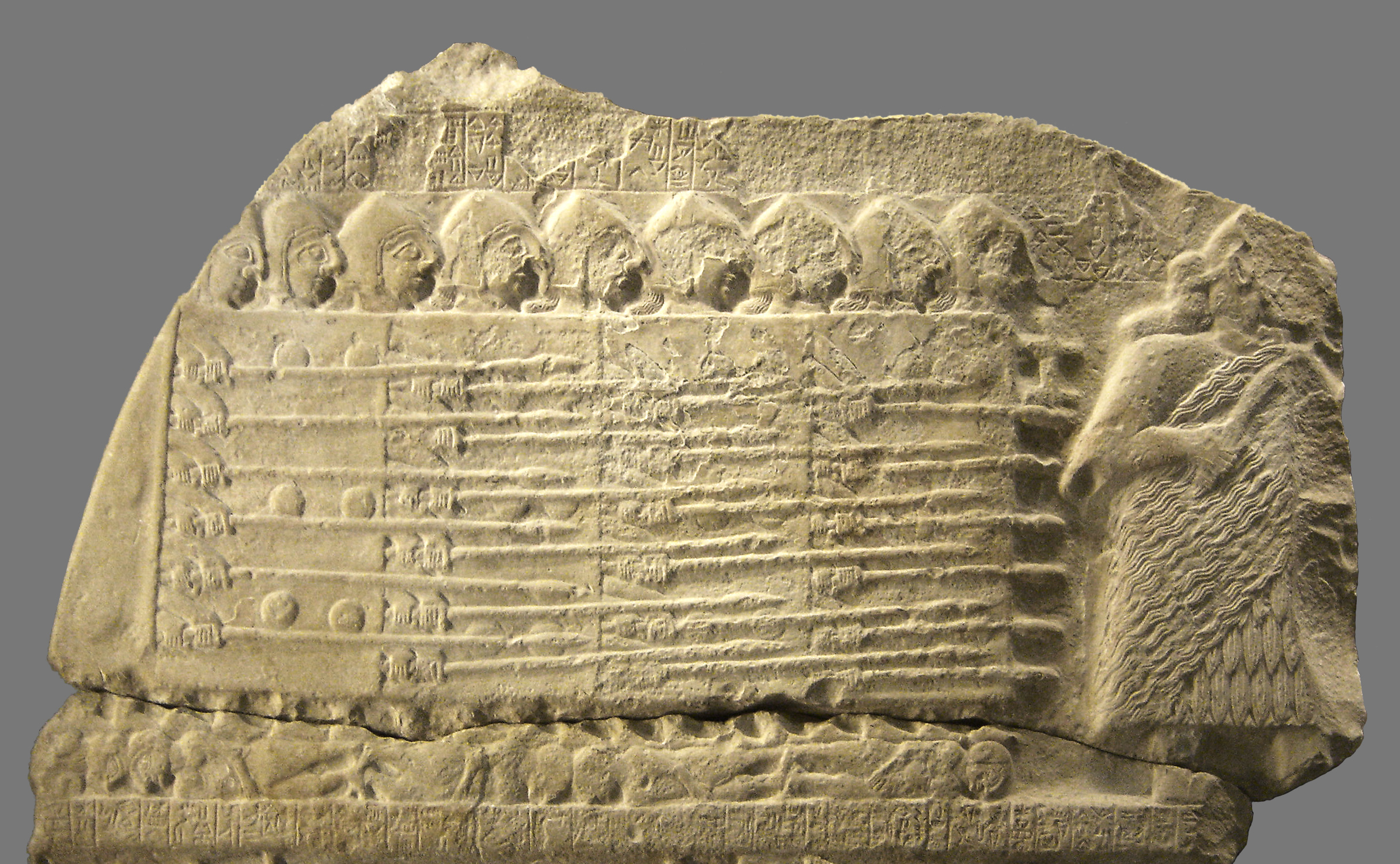
Idealisierte Darstellung Eanatums, seinem siegreichen Heer voranschreitend

Eanatum (auch Eannatum) war ein sumerischer König von Lagasch.

## Herrschaft
Eanatum war Sohn des Königs Aja-kurgal von Lagaš. Eanatum regierte Mitte des 25. Jahrhunderts v. Chr.; Dietz Otto Edzard, der die Herrschaftszeiten der 1. Dynastie von Lagaš nach Generationen berechnet, gibt als Zeitrahmen für Eanatums Herrschaft ca. 2470 v. Chr. an.
Während Eanatums Herrschaft kam es zu Konflikten mit der Stadt Umma, die sich auch in späteren Generationen noch fortsetzten. Ihren Ursprung scheinen sie in dem Streit um die Wasserzufuhr gehabt zu haben. Umma war weiter stromaufwärts am Tigris gelegen und konnte durch Kanäle große Mengen an Wasser auf die eigenen Ländereien ableiten. Dies bewirkte einen Ertragsrückgang in Lagaš. Die kriegerischen Auseinandersetzungen hätten sich, laut einem Text aus der Regierungszeit En-metenas, an Streitigkeiten um die Grenzziehung entzündet. Ursprünglich habe Mesilim, wohl in der Funktion eines Schiedsrichters, eine Grenzstele aufgestellt. Ein Herrscher von Umma, Uš habe diese Stele wieder entfernt. Hierauf kam es zum gewaltsamen Konflikt, der mit einem Sieg für Lagaš endete. Aufgrund von Parallelen in dem Text aus En-metenas Zeit und der Inschrift auf der Geierstele wird angenommen, dass beide dasselbe Ereignis beschreiben. Nach seinem Sieg ließ Eanatum neue Grenzmarkierungen mit eingemeißelten Friedensbedingungen errichten und die Stele Mesilims wieder aufstellen. En-akale von Umma musste die neuen Grenzen in einem Vertrag anerkennen, der Umma zur Ablieferung von Ernteerträgen verpflichtete.
In späterer Zeit legte sich Eanatum den Titel König von Kiš zu, der stets eine Art Oberherrschaft über das südmesopotamische Gebiet ausdrücken sollte. In der Tat berichtet die Geierstele über Siege Eanatums über die Städte Uruk, Ur, Kiš, Larsa und Akšak (Nordmesopotamien) sowie über die Elamiter. Um 2450 v. Chr. hatte er Elam eingenommen und Susa erobert. Einmal habe er eine Allianz von Kiš, Akšak und Mari besiegt. In Ur und Uruk fanden sich Inschriften Eanatums. Die These einer Großreichsbildung wird angezweifelt.